# Rui Marques (Fórmula 1)
Rui Marques (Portugal; 1972 o 1973) es un oficial de automovilismo portugués que actualmente se desempeña como director de carrera en la Fórmula 1. Fue promovido a dicho cargo en noviembre de 2024.

## Carrera

### Primeros años
Marques comenzó su carrera en la Federación Internacional del Automóvil en 2012. Anteriormente trabajó en karting en su país natal, Portugal, y también como director de carrera del Campeonato Mundial de Turismos. También se ha desempeñado como comisario de pista y escrutario.
En 2024, se desempeñó como director de carrera en los campeonatos de Fórmula 2 y Fórmula 3 de la FIA. También dirigió el Gran Premio de Macao de ese año, que contó con una gran cantidad de banderas rojas y autos de seguridad durante todo el fin de semana.

### Fórmula 1
Marques fue ascendido al puesto de director de carrera de Fórmula 1 antes del Gran Premio de Las Vegas de 2024, después de que su predecesor Niels Wittich dejara el cargo.
Durante el fin de semana en Las Vegas, muchos pilotos se quejaron de la pista. Marques fue felicitado por el director de GPDA y piloto de Mercedes, George Russell, y por el piloto de Ferrari, Carlos Sainz Jr., por su rápida respuesta a las críticas sobre las marcas del trazado.
Iba a ser reemplazado por Janette Tan como director de carrera de F2, pero fue removida inesperadamente de su puesto poco antes del Gran Premio de Catar de 2024. Como resultado, Marques se vio obligado a desempeñarse como director de carrera de F1 y F2 en Catar y Abu Dabi.